# Spławie (Kościan)
Pour les articles homonymes, voir Spławie.
Spławie (prononciation : [ˈspwavjɛ]) est un village polonais de la gmina de Śmigiel dans le powiat de Kościan de la voïvodie de Grande-Pologne dans le centre-ouest de la Pologne.
Il se situe à environ 9 kilomètres à l'est de Śmigiel (siège de la gmina), à 12 kilomètres au sud de Kościan (siège du powiat) et à 51 kilomètres au sud-ouest de Poznań (capitale régionale).

## Histoire
De 1975 à 1998, le village faisait partie du territoire de la voïvodie de Leszno.

Depuis 1999, Spławie est situé dans la voïvodie de Grande-Pologne.